# Kosciusko (Mississippi)
Kosciusko é uma cidade localizada no estado americano do Mississippi, no Condado de Attala.

## Demografia
Segundo o censo americano de 2000, a sua população era de 7372 habitantes.
Em 2006, foi estimada uma população de 7335, um decréscimo de 37 (-0.5%).

## Geografia
De acordo com o United States Census Bureau tem uma área de 19,5 km², dos quais 19,5 km² cobertos por terra e 0,0 km² cobertos por água. Kosciusko localiza-se a aproximadamente 136 m acima do nível do mar.

## Pessoas famosas
- Oprah Winfrey, apresentadora e personalidade da televisão
- Charlie Musselwhite, músico de blues
- James Meredith, figura dos Direitos Civis
- Topher Payne, escritor de peças e humorista

## Localidades na vizinhança
O diagrama seguinte representa as localidades num raio de 28 km ao redor de Kosciusko.